# Бланка Англійська
Бланка (Бланш) Англійська (англ. Blanche of England; весна 1392 — 22 травня 1409) — дочка англійського короля Генріха IV та його першої дружини, Марії де Богун, дружина Людвіга III, курфюрста Пфальцу. Померла у віці 17 років, залишивши єдиного сина Рупрехта, який помер у 19 років. З ім'ям Бланки пов'язана знаменита реліквія XIV століття — корона принцеси Бланш, яка була частиною її посагу.

## Походження
Бланка народилася в замку Пітерборо в Нортгемптонширі п'ятою з шести дітей майбутнього короля Генріха IV і його першої дружини Марії де Богун. На момент народження Бланки її батько носив титули граф Дербі, граф Нортгемптон та граф Герефорд, а також був спадкоємцем герцогства Ланкастер. Названа на честь бабусі по батьківській лінії — Бланки Ланкастерської, яка померла у віці 23 років.
Мати Бланки померла 4 червня 1394 року в Пітерборо незабаром після народження останньої дочки, Філіпи Англійської. 1402 року Генріх повторно одружився, уклавши шлюб із Жанною Наваррською, вдовою герцога Бретані Жана V. Цей шлюб виявився бездітним.

## Шлюб
Після вступу на престол 1399 року Генріх прагнув укладати альянси з європейськими правителями, щоб зміцнити своє становище. У той же час король Німеччини Рупрехт III, який також прийшов до влади після скинення свого попередника, шукав союзників. Вирішено було укласти шлюб між старшим сином Рупрехта, Людвігом, і старшою дочкою Генріха, Бланкою.
Шлюбну угоду підписано 7 березня 1401 року в Лондоні, посаг нареченої становив близько 40 000 ноблів. 24-річний Людвіг і 10-річна Бланка одружилися 6 липня 1402 року в Кельнському соборі. Попри політичний характер, шлюб виявився щасливим. Через чотири роки, 22 червня 1406 року 15-літня Бланка народила сина, якого назвали Рупрехтом, на честь діда.
1409 року вагітна вдруге Бланка Англійська померла від пологової гарячки у віці 17 років. Її поховали в церкві Святої Марії в Нойштадт-ан-дер-Вайнштрасі. Єдина народжена нею дитина померла у віці 19 років, не залишивши потомства.